# Andrew Yang

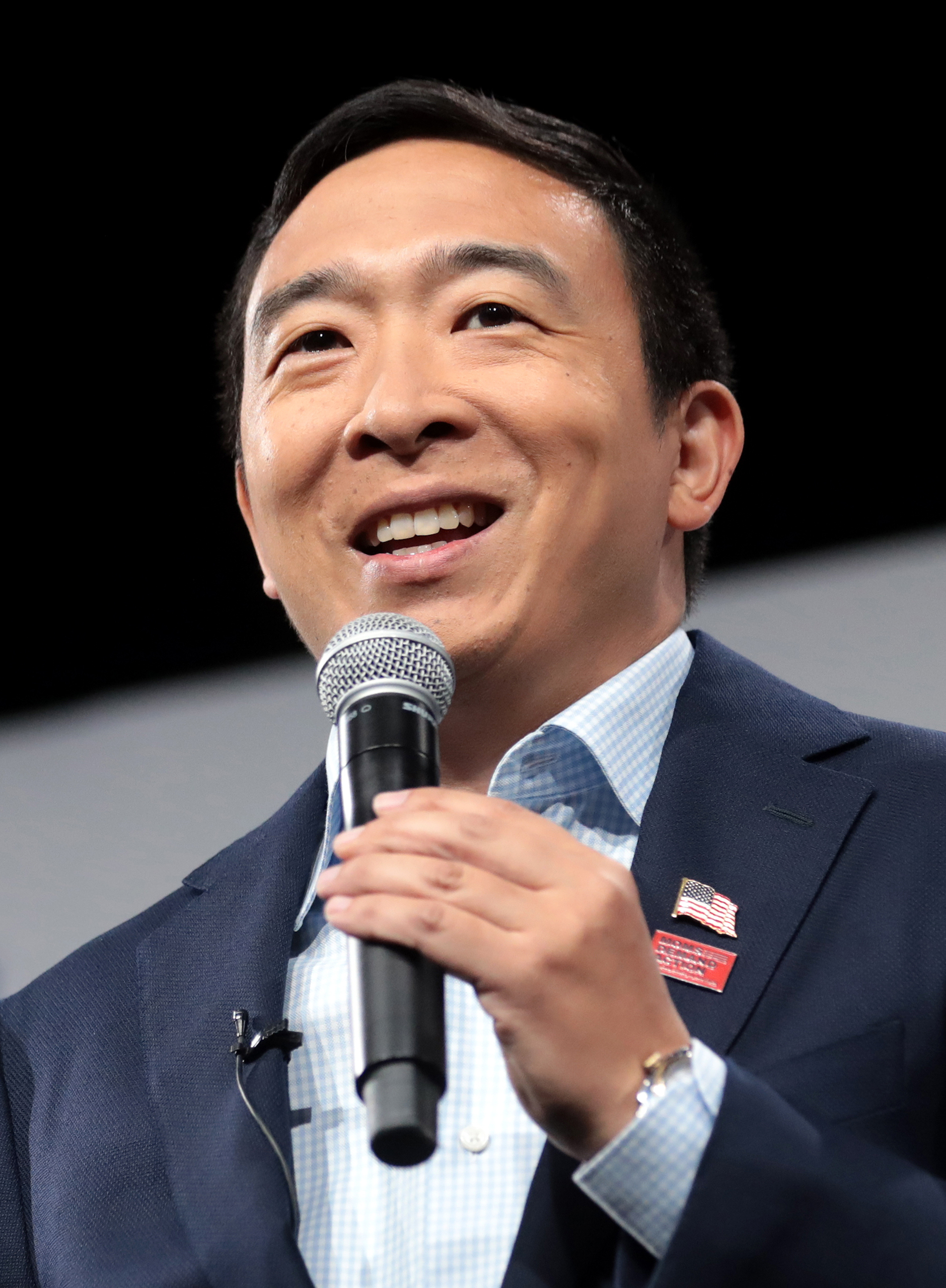
Andrew Yang (2019)

Andrew M. Yang (* 13. Januar 1975 in Schenectady, New York) ist ein US-amerikanischer Unternehmer, Autor und Anwalt, der bis zum 11. Februar 2020 für die Wahl zum Präsidenten der Vereinigten Staaten im Jahr 2020 kandidierte. Zunächst als Unternehmensjurist tätig, arbeitete Yang von 2000 bis 2009 in verschiedenen Start-Up- und Early-Stage-Wachstumsfirmen als Gründer und Führungskraft. Im Jahr 2011 gründete er Venture for America (VFA), eine gemeinnützige Organisation, die sich auf die Schaffung von Arbeitsplätzen in Städten, die sich von der Großen Rezession erholen müssen, konzentriert.
Am 14. Januar 2021 kündigte er seine Kandidatur als Bürgermeister für New York City an. In der Vorwahl der Demokraten unterlag er Eric Adams.

## Leben
Yang wuchs in Westchester County als Kind taiwanischer Einwanderer auf. Sein Vater arbeitete als promovierter Physiker bei großen Unternehmen, seine Mutter als Mathematikerin und Künstlerin. Nach einigen Jahren auf öffentlichen Schulen besuchte er die Phillips Exeter Academy, ein Internat in New Hampshire, an der er 1992 seinen Abschluss machte. Anschließend studierte er Wirtschaftswissenschaften an der Brown University, wo er einen Bachelor of Arts erwarb. Nach der Brown University besuchte Yang die Columbia Law School, wo er seinen J.D.-Abschluss erlangte. Er ist Gründer der gemeinnützigen Organisation Venture for America, einem Mentoring-Programm für wirtschaftlich angeschlagene Städte in Amerika. Er ist verheiratet und hat zwei Söhne.

## Präsidentschaftskandidatur 2020
Yang trat in der Vorwahl der Demokratischen Partei für die Präsidentschaftskandidatur 2020 an. Ein politisches Hauptziel war die Einführung eines bedingungslosen Grundeinkommens, welches er „Freiheitsdividende“ (englisch: freedom dividend) nannte und wegen zunehmender Automatisierung in der Produktion als unabdingbar erachtete. Am 12. Februar 2020 erklärte er den Rückzug seiner Kandidatur und am 10. März 2020 seine Unterstützung für Joe Biden.